# إيكو كويكي
إيكو كويكي (باليابانية: 小池栄子) هي ممثلة يابانية، ولدت في 20 نوفمبر 1980 بطوكيو في اليابان.

## أعمال

### مسلسلات
- ليغل هاي

## وصلات خارجية
- إيكو كويكي على موقع IMDb (الإنجليزية)
- إيكو كويكي على موقع ألو سيني (الفرنسية)
- إيكو كويكي على موقع أول موفي (الإنجليزية)
- إيكو كويكي على موقع قاعدة بيانات الفيلم (الإنجليزية)
- إيكو كويكي على موقع كينوبويسك (الروسية)